# 보은 김진묵 송덕비 및 비각
보은 김진묵 송덕비 및 비각(報恩 金振默 頌德碑 및 碑閣)은 충청북도 보은군 보은읍 월송리에 있는 일제강점기의 송덕비와 비각이다. 2003년 4월 11일 충청북도의 문화재자료 제39호로 지정되었다.

## 개요
이 송덕비는 조선 말기 용계(龍溪) 김진묵(金振默)의 덕을 기리기 위해 개국(開國) 539년, 즉 1930년에 설치한 비이다. 비문은 부제학(副提學) 정만조(鄭萬朝)가 짓고 판돈영(判敦寧) 윤용구(尹用求)가 썼으며 비각 서문은 윤명학(尹命學)이 지었다.
건립연대가 얼마 안되었으나 비석 건립연호를 개국(開國)으로 사용한 것이 매우 특이한 사례이다. 후대에 각자(刻字)한 것으로 추정되나 현재로서는 확인할 수 없다. 비의 규모는 높이 155 cm, 폭 60cm의 오석이다.
1932년에 건립한 비각은 8.68m2 규모로 전면 1칸, 측면 1칸으로 목조기둥에 팔작지붕의 기와집으로 대체로 원형을 유지하고 있으며 매우 수려하다.
1932년경에 지어진 건축 중에는 건축적인 형태가 매우 균형이 잡혀 있으며, 건축의 각 부재의 사용도 건실한 자재를 사용하였고 가구의 수법은 매우 정교한 기교가 엿보인다. 근대 건축 중에서 전통적인 건축형식을 갖춘 건축으로 평가할 수 있다.
그 규모와 건축양식면에서 우수하며, 내부 상단 벽면에 16개의 벽화가 그려져 있는 것은 매우 특이하다. 벽화는 비문을 쓴 윤용구(1853∼1939)가 그렸을 가능성이 있는데 윤용구는 해서와 행서에 능하고 난과 대를 잘 그렸다. 비각 좌측면 현판은 임신년(壬申年, 1932)에 윤명학이 쓴 것으로 일본 연호 ‘소화(昭和)’를 사용하지 않고 고갑자(古甲子)를 사용하였다. 이는 일본 연호 사용을 피하기 위한 것으로 나름대로 의미가 있다.
김진묵의 자는 성학(聖學)이고 호는 용계(龍溪), 본관은 김해이다. 조선 철종 10년(1859) 보은에서 출생하였으며, 효성이 지극하여 모범이 되었으며, 구한말 잦은 수해와 병란으로 백성이 도탄에 빠지자 곡식을 나누어 주어 빈민구제에 앞장서 주민들이 그 덕을 기리어 송덕비를 건립하게 되었다고 한다. 김진묵은 내부(內府)와 외서(外署)의 벼슬을 역임하였으며, 목릉(穆陵, 선조(宣組)의 릉)을 다시 축조하고 비서승(秘書丞)에 올랐다. 일제시대에 건립된 건축물로 규모, 양식 등이 원형대로 잘 보존되어 있고 근대로 들어서는 과도기의 건축물로 건축적인 기교나 수법은 매우 가치가 있다.

## 참고 자료
- 보은 김진묵 송덕비 및 비각 - 국가유산청 국가유산포털